# Rudolf Kirs
Rudolf Kirs (16. června 1915 Brandýs nad Labem – 8. července 1963 Praha) byl český violoncellista. Hudební základy získal od svého otce, výborného amatérského hudebníka. Na violoncello se začal učit u staroboleslavského regenschoriho Josefa Čeňka Klazara. Studoval na konzervatoři v Praze u prof. Bedřicha Jaroše a na Mistrovské škole u prof. Ladislava Zelenky. Koncertní mistr Symfonického orchestru hlavního města Prahy FOK a Symfonického orchestru Československého rozhlasu v Praze (1953 – 1963). Člen Heřmanova tria a profesor Konzervatoře v Praze. Byl vynikajícím interpretem Dvořákova koncertu h-moll a Haydnova koncertu D-dur.